# Морејвија (Ајова)
Морејвија (енгл. Moravia) град је у америчкој савезној држави Ајова. По попису становништва из 2010. у њему је живело 665 становника.

## Демографија
Према попису становништва из 2010. у граду је живело 665 становника, што је -48 (-6.7%) становника више него 2000. године.
| Група             | 2000.       | 2010.       |
| Белци             | 706 (99,0%) | 648 (97,4%) |
| Афроамериканци    | 0 (0,0%)    | 0 (0,0%)    |
| Азијати           | 0 (0,0%)    | 1 (0,2%)    |
| Хиспаноамериканци | 1 (0,1%)    | 8 (1,2%)    |
| Укупно            | 713         | 665         |